# مارك سالتر (كاتب خطابات)
مارك سالتر (بالإنجليزية: Mark Salter)‏ هو كاتب خطابات أمريكي، ولد في 1955 في آيوا في الولايات المتحدة.